# Sundby (metrostation)
Sundby is een bovengronds metrostation in de Deense hoofdstad Kopenhagen, dat werd geopend op 19 oktober 2002.

## Geschiedenis
Na meerdere plannen voor uitbreiding van de stad op Amager kwam in 1989 een werkgroep met een uitgewerkt voorstel voor nieuwe woonwijken en bedrijfsterreinen, de Ørestad, aan de westzijde van Amager. In het voorjaar van 1992 de Ørestadwet aangenomen waarin de Ørestadsselskabet werd belast met de uitvoering van het bouwproject op Amager en de aanleg van een OV-verbinding tussen de stad en de nieuwe wijken. Voor de OV-verbinding werd gekeken naar een tram, een sneltram en een mini-metro en na onderzoek viel de keuze van het bestuur van de Ørestadsselskabet in 1994 op de metro. De uitwerking van de plannen resulteerde in 1995 in een ontwerp metronet met twee lijnen, waarbij de lijn langs de Ørestads Boulevard als onderdeel van metrolijn M1 was opgenomen.  

## Ligging en inrichting
Het metrostation ligt in het noordelijk deel van Ørestad op een viaduct parallel aan de Ørestads Boulevard, de belangrijkste ontsluitingsweg van de wijk Ørestad. Zowel ten noorden als ten zuiden van het station ligt de metrolijn op een talud en daarmee is het station tevens de doorgang tussen de woonwijken ten oosten van het spoor en de Ørestads Boulevard en recreatiegebied Amager Fælled ten westen van het spoor. 
Op de spoordijk ten zuiden van het station ligt een paar overloopwissels. Het eilandperron had aanvankelijk geen perrondeuren, maar in 2012 werd besloten om ook bovengrondse metrostations hiermee uit te rusten. De toegangen tot het perron bestaan uit een lift en vaste trappen tussen perron en de doorgang onder het viaduct. 
Het stationsplein ligt aan de oostkant tussen het spoor en een volkstuinen complex. Ten noorden van het stationsplein ligt een smalle strook met woningen, aan de zuidkant ligt het psychiatrisch centrum van Amager.   
Vanløse  · Flintholm  · Lindevang · Fasanvej · Frederiksberg · Forum · Nørreport   · Kongens Nytorv · Christianshavn · Islands Brygge · DR Byen · Sundby · Bella Center · Ørestad  · Vestamager